# Беклешов, Николай Алексеевич
Николай Алексеевич Беклешов (11.03.1825 — 22.03.1903) — потомственный псковский дворянин, капитан 1-го ранга Российского Императорского флота. Председатель Островской уездной земской управы, С 1882 года действительный статский советник, член Госсовета России. Уездный предводитель Островского дворянства.

## Биография
Родился в Ревеле 11 марта 1825 года. Родителями Николая Алексеевича были капитан-лейтенант А. Н. Беклешов (в то время лейтенант 19 флотского экипажа, умер в 1829 году) и Евдокия Павловна, урождённая Левицкая (дочь генерал-лейтенанта Павла Левицкого). Крещён в Ревельской православной морской Семионовской церкви 12 марта 1825 года.
В семь лет поступил в морскую роту Петербургского кадетского корпуса. В 1834 году зачислен в Морской кадетский корпус кадетом. В 1842 году произведён в гардемарины с зачислением на службу.
В 1844 году произведён в мичманы с зачислением в Черноморский флот. В 1849 году на бриге «Тезей» отправился в плаванье — сначала к Константинополю, а затем к берегам Греции. По возвращении произведён в лейтенанты и переведён на корабль «Великий Князь Константин», на котором 30 ноября 1853 года принял участие в битве под Синопом, за что был награждён орденом Святого Владимира 4-й степени. Во время обороны Севастополя находился на 3-м бастиноне и на батарее оборонительной линии северной стороны № 29. За оборону Севястополя получил золотое оружие «За храбрость», а также два ордена — Святой Анны 3-й степени с мечами и Святого Станислава 2-й степени с мечами.
В 1856 году переведён на Балтику, и до 1858 года нёс службу на кораблях «Не тронь меня» и «Святой Владимир». В начале 1858 года произведён в капитан-лейтенанты, в этом же году сделал предложение Прасковье Борисовне, дочери барона Б. А. Вревского и баронессы Е. Н. Вревской (урождённая Вульф), и женился на ней. После свадьбы молодые переехали в Кронштадт, и Николай Алексеевич на корвете «Рында» отправился в кругосветное плавание.
В 1860—1861 годах в должности старшего офицера находился на фрегате «Генерал-адмирал». Привёз из Константинополя кипарисовый крест и пожертвовал его церкви Николая Чвудотворца в селе Качанове, который до сих пор хранится в алтаре с надписью на табличке «Сие распятие Господа нашего Иесуса Христа привезено из Иерусалима, с гроба Господняго и пожертвовано флота капитаном-лейтенантом Николаем Алексеевичем Беклешовым».
В 1862 году за заслуги был награждён орденом Святой Анны 2-й степени с мечами. В 1862 году назначен командиром на фрегат «Дмитрий Донской», на котором 20 октября отправился с гардемаринами и кондукторами в практическое плавание в Атлантический океан, по возвращении из плавания произведён в чин капитана 2-го ранга.
В связи с ухудшившимся здоровьем, в 1865 году попросил перевода для службы по земским учреждениям с оставлением по спискам флота. В 1869 году вышел в отставку с производством в капитаны 1-го ранга.
В 1868—1869 годах был почётным мировым судьёй Островского уезда Псковской губернии. Был избран председателем Островской уездной земской управы, а в 1870—1871 годах — земской управы Псковской губернии и окончательно переехал в сельцо Трумалево, Качановская волость.
В 1872 году Николай Алексеевич и Просковья Борисовна усыновили подброшенного им новорожденного мальчика, так как собственных детей у них не было, назвали Николаем. Позже Николай Алексеевич внёс приёмного сына в шестую часть своей родословной книги, тем самым сделав его законным наследником дворянского рода Беклешовых. С 1880 по 1888 год являлся председателем Псковской губернской земской управы. В 1887—1890 и 1895—1900 годах действительный статский советник. Островский уездный предводитель дворянства.
В начале 1900 годов Николай Алексеевич и Просковья Борисовна выделили землю в селе Аксенова Гора (Псковская область, Палкинский район, п/о Горбунова Гора, погост Аксёнова гора) для строительства часовни (церкви). К строительству приступили в 1901 году, архитектор Ф. В. Рыбинский. Также чета Беклешовых бесплатно поставляла кирпич для строительства.
Николай Алексеевич скончался 22 марта 1903 года в имении Трумалево Островского уезда Псковской губернии, похоронен на погосте Успенской церкви в селе Аксёново. Начатую по его желанию церковь Успения Пресвятой Богородицы закончили в 1905 году.